# 眞嶋リョウ
眞嶋 リョウ（まじま りょう、4月29日 - ）は日本の男性声優。新潟県出身。フリーで活動。以前はトリトリオフィスに所属していた。

## 人物
演技の幅は広く、少年声から老人まで演じることができ、本人曰く「変態からオカマまで」。
趣味はネットサーフィン、歴史探訪、SICをいじること。
剣道2段、電話級（現3級）アマチュア無線技士の資格を持っている。

## 出演作品

### テレビアニメ
- 金田一少年の事件簿（橘川茂）
- 瀬戸の花嫁（釜田）

### ゲーム
- あすか120%エクセレント BURNING Fest.（FM TOWNS）（少年B）
- 押忍!闘え!応援団
- 押忍!闘え!応援団2（森山剛）
- カフェ・リンドバーグ -summer season-（島崎榛名）
- カフェ・リンドバーグ 〜ぼくらの恋愛心理学2〜（少年A）
- 喰蝶花（バルク・ファン・レイン）
- グリンスヴァールの森の中 〜成長する学園〜（その他）
- 月光のカルネヴァーレ（ファビオ）
- この青空に約束を―（内山雅文）※PC
- この青空に約束を― 〜melody of the sun and sea〜（内山雅文）
- シークレットゲーム -KILLER QUEEN- DEPTH EDITION-（ディーラー）
- セカンドノベル 〜彼女の夏、15分の記憶〜（射的屋の親父、熊五郎、他）
- ダンシング・クレイジーズ（多田真一郎、男犯罪者）
- birdie〜ぼくらの恋愛心理学〜（小野塚 葉）
- 初恋ばれんたいん（立花純介）
- 初恋ばれんたいん SPECIAL（立花純介）
- 初恋ばれんたいん For Windows95（立花純介）
- パンツァーバンディット（ジン）
- フォセット - Cafe au Le Ciel Bleu -（内山雅文）
- マスカレード 〜地獄学園SO/DO/MU〜（姫原頼武）

### ドラマCD
- あすか120% かりな120% 繚の章（田中）
- ケモノガミトボク〜動き出した運命〜（三上昭三、三上昇、鵺）
- 喰蝶花（バルク・ファン・レイン）
- P.B.LオリジナルドラマCD オレ達が勇者さま!?（バウム）
- 店内恋愛（三谷進司）
- birdie〜ぼくらの恋愛心理学〜another step（小野塚葉）
- 闘姫伝承 ANGEL EYES　ドラマ・アルバム（部下Ａ）
- Refine -Characters Refine-（役名不明）

### 舞台
- Secre Sea
- Winding Wind
- 一本のキ

### ナレーション
- スターチャンネル
- 画材店 ギガ
- 行列のできる法律相談所

### webコンテンツ
- 松本零士ステーション零・ユマの物語